# Miles Aylmer Fulton Barnett
Pour les articles homonymes, voir Fulton et Barnett.
Miles Aylmer Fulton Barnett (30 avril 1901 - 27 mars 1979) est un physicien et météorologue néo-zélandais. Né à Dunedin en Nouvelle-Zélande, il a étudié dans ce pays mais a obtenu son doctorat au Royaume-Uni à l'Université de Cambridge sur la propagation des ondes radio et de l'ionosphère. Plus tard, il revint en Nouvelle-Zélande où il participa au développement du service météorologique et en devient le directeur en 1939, juste avant le début de la Seconde Guerre mondiale. Après la guerre, il participe à la transition entre l'Organisation météorologique internationale (OMI) et la nouvelle Organisation météorologique mondiale (OMM) des Nations unies.

## Biographie
Miles Barnett est né à Dunedin le 30 avril 1901, fils d'un chirurgien. Il a fréquenté le Christ’s College de Christchurch avant d'aller à l'Université d'Otago, où il a obtenu de nombreuses bourses en mathématiques. En 1924, il obtient son diplôme de maîtrise en mathématiques et physique, rédigeant une thèse sur l'équipement utilisé par le professeur Robert Jack dans ses émissions de radio expérimentales de 1921 et 1922.
Barnett a commencé son doctorat au Clare College de Cambridge en 1924. Sir Ernest Rutherford lui a confié l'étude de la propagation des ondes radio à travers ce qui est devenu plus tard l'ionosphère sous la supervision d'Edward Victor Appleton. Il obtient le diplôme en 1927 et est élu membre de l'Institut de physique en 1929.
En 1927, Barnett participe à une expédition scientifique au Groenland et se marie en octobre de la même année. De retour en Nouvelle-Zélande, il a travaillé au siège social de Wellington du nouveau Département de la recherche scientifique et industrielle (DSIR) sur une variété de problèmes liés à la géophysique, la sismologie et la recherche radio. En 1935, alors qu'il était au Royaume-Uni, Barnett a été nommé au Service météorologique du pays (alors une branche du DSIR, maintenant le Met Service) pour développer des services à l'aviation. Après son retour, il a formé le personnel, développé des installations et préparé les services aériens transocéaniques. En juin 1939, il remplace Edward Kidson en tant que directeur du Bureau météorologique.
Pendant la Seconde Guerre mondiale, le Bureau a été transféré au Département de l'Air puis à la Royal New Zealand Air Force (RNZAF). Barnett est devenu commandant d'escadre en charge de près de 500 membres du personnel, de l'équateur aux îles subantarctiques. Après la guerre, Barnett a participé à la création de l'Organisation météorologique mondiale en tant que représentant permanent de la Nouvelle-Zélande de 1951 à 1962. Il a été président du comité national pour l'Année géophysique internationale et membre du Carter Observatory Board et du comité directeur du Dominion Museum. Il devint officier de réserve de la RNZAF en février 1947, avec le grade de capitaine de groupe, et transféré à la Territorial Air Force de 1952 à 1962.
Miles Barnett a pris sa retraite du Service météorologique en juillet 1962. Il est décédé à Waikanae, au nord de Wellington, le 27 mars 1979.

## Récompenses
Lors de l'anniversaire du roi George VI, le 14 décembre 1945, Barnett a été nommé officier de l'Ordre de l'Empire britannique (division militaire). En 1948, il a été nommé officier de la Légion du Mérite des États-Unis en 1948. En 1953, il a reçu la Médaille du couronnement de la reine Élisabeth II.
En 1947, il est élu membre de la Royal Society of New Zealand et son président en 1964.